# Birte Glang

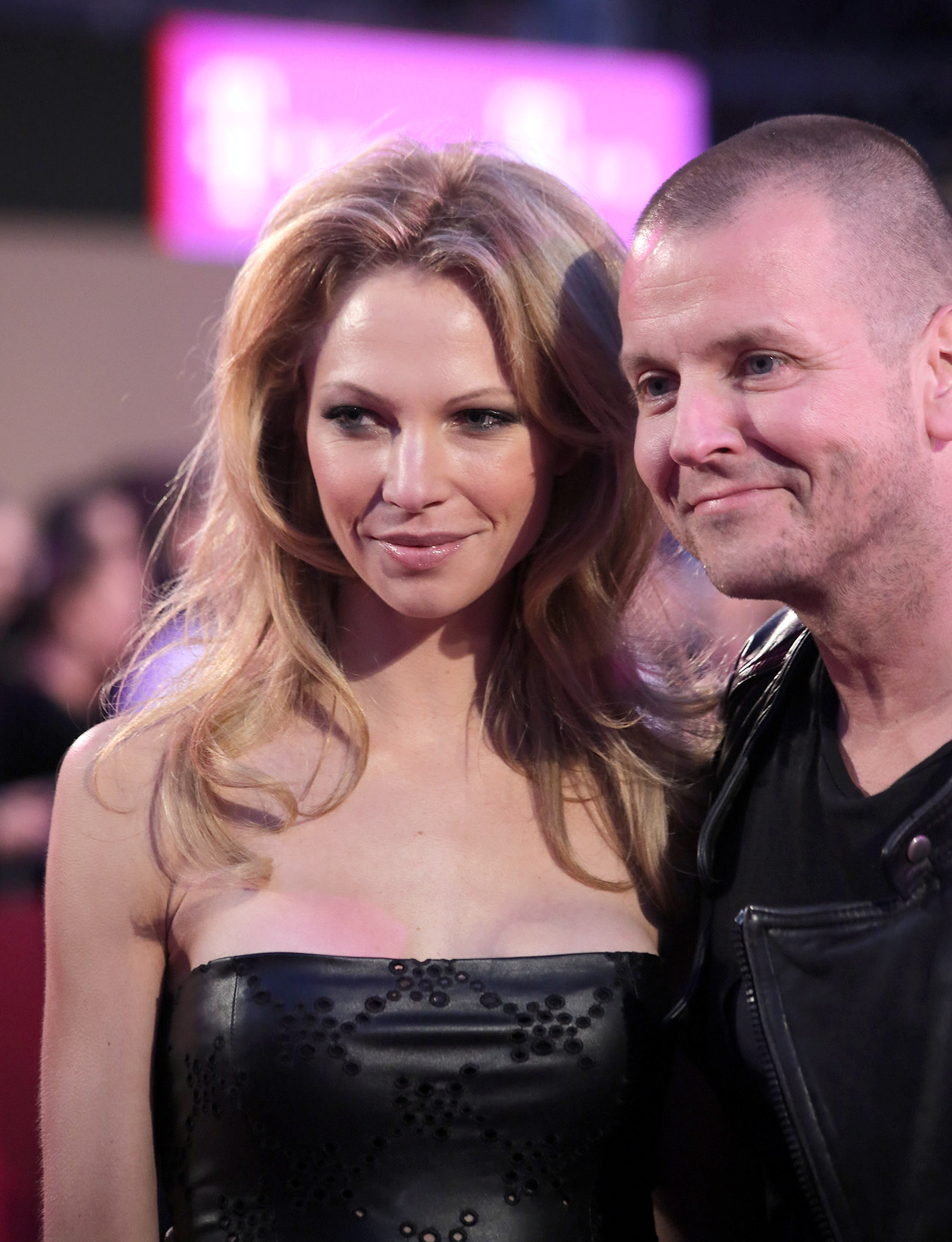
Birte Glang und Moguai (2013)

Birte Glang, verheiratete Birte Tegeler (* 15. April 1980 in Recklinghausen), ist ein deutsches Model und Schauspielerin.

## Leben und Karriere
Glang ist Tochter eines Lehrerehepaares und das jüngste von drei Geschwistern. Als junges Mädchen entdeckte sie ihre Leidenschaft für die Schauspielerei.
Glang machte ihr Abitur am Willy-Brandt-Gymnasium in Oer-Erkenschwick bei Recklinghausen. Danach studierte sie Rechtswissenschaft an der Ruhr-Universität Bochum und schloss das Studium mit dem 1. Staatsexamen als Diplom-Juristin ab. Während des Studiums verdiente sie sich ihren Lebensunterhalt mit Modeln. Sie arbeitete für verschiedene Fashionlabels und Marken unter anderem in Mailand, Barcelona, Istanbul, Paris, Los Angeles und Wien. Im Jahr 2003 wurde sie für den Fashion-TV-Modelaward nominiert.
Nach dem Examen im Jahr 2006 nahm Glang Schauspiel-, Sprech- und Atemunterricht bei Kristina Walter. Ende 2009 erhielt sie den Zuschlag für die Serienhauptrolle der Backpackerin Heidi Danne in der RTL-Soap Unter uns, die sie bis zum Frühjahr 2011 und in insgesamt 287 Episoden spielte. Fünf Monate später wurde sie für ihre erste Kinohauptrolle an der Seite von Kaya Yanar und Rutger Hauer in der Actionkomödie Agent Ranjid rettet die Welt besetzt. 2014 erhielt Birte Glang ihre Arbeitserlaubnis für die USA und ist regelmäßig in Los Angeles. Dort wurde sie für erste Rollen verpflichtet, wie für den Kurzfilm Make Me Better an der Seite von Nick Offerman.
Seit Anfang 2019 war Glang als Neubesetzung in der Rolle der Lena Öztürk in der RTL-Serie Alles was zählt zu sehen, nachdem die Schauspielerin Juliette Greco diese Rolle nicht mehr weiter verkörpern konnte. Am 14. Juli 2020 wurde ihr Ausstieg bekannt gegeben. Im April 2019 war Glang auf dem Cover des Playboy.
Glang ist mit dem Musikproduzenten und DJ André Tegeler alias Moguai verheiratet; das Ehepaar hat einen Sohn. Analog zu ihrer eigenen Schwangerschaft und Rückbildung drehte sie 2017 ihr eigenes Fitnessprogramm Move it Mama in Los Angeles, das sich an Schwangere, Mütter in der Rückbildung und die Zeit danach richtet. Die Familie lebt seit Ende 2018 in Köln. Birte Glang ist ihr Mädchen- und Künstlername.

## Soziales Engagement
Glang setzt sich als Fairtrade-Unterstützerin für den fairen Handel in der Welt ein. 2010 wirkte sie beim RTL-Spendenmarathon für Kinder in Not mit und ist seit Januar 2011 offizielle Botschafterin der Deutschen Stiftung Organtransplantation (DSO). Seit 2012 ist sie zusätzlich Sonderbotschafterin der Stiftung „Fürs Leben - für Organspende“, der Stiftung der DSO. Ab Herbst 2012 war sie in einem Kurzfilm der DSO mit dem Titel Im Himmel braucht man kein Gepäck im Internet und als Vorfilm im Kino zu sehen.

## Modeltätigkeit (Auswahl)
- seit 2013: Cellagon
- 2010–2014: Fitness First
- 2008–2009: Nikon Camera
- 2008: Samsung Mobile Phone

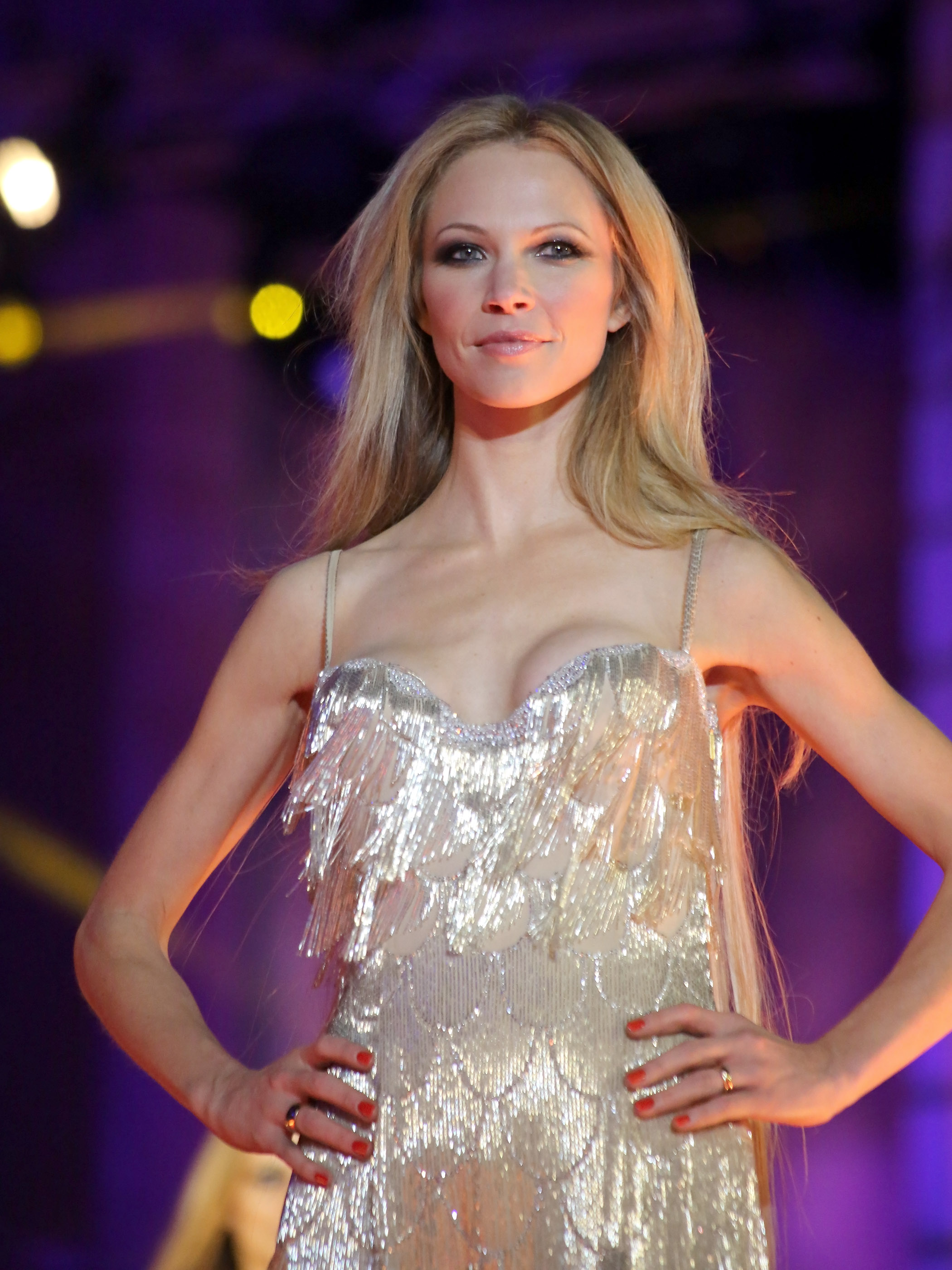
Birte Glang (2013)

- 2007: Neckermann, Covergirl Katalog
- 2006–2012: Audi Collection
- 2006–2009: Jeans Fritz
- 2006–2008: Pierre Cardin
- 2006–2007: Yogurette

## Fernsehproduktionen (Auswahl)
- 2006: Verbotene Liebe
- 2008: Schimanski: Schicht im Schacht
- 2009: SOKO Köln
- 2010: Das große Comeback
- 2010: Alarm für Cobra 11 – Die Autobahnpolizei
- 2010–2011: Unter uns (Fernsehserie)
- 2012: Alarm für Cobra 11 – Die Autobahnpolizei
- 2012: SOKO Köln
- 2012: Der Ballermann – Ein Bulle auf Mallorca
- 2013: SOKO Wismar
- 2015: SOKO Stuttgart
- 2015: Lena Lorenz: Willkommen im Leben
- 2015: Gute Zeiten, schlechte Zeiten
- 2015: SOKO Kitzbühel – Die Firestarter
- 2017: Für Emma und ewig
- 2017: Letzte Spur Berlin – Liebesreigen
- 2017: Alarm für Cobra 11 – Die Autobahnpolizei
- 2019: Der Staatsanwalt
- 2019–2020: Alles was zählt (Fernsehserie)

## Kinoproduktionen
- 2012: Agent Ranjid rettet die Welt
- 2016: Gut zu Vögeln
- 2016: Radio Heimat

## Eigene Produktionen
- 2018: MOVE IT MAMA, Fitnesskonzept für Schwangere & Rückbildung

## Veröffentlichungen
- Elternsex: Pimp your Love! Wie euer Liebesleben wieder in Schwung kommt. Junior Medien, Hamburg 2022, ISBN 3-9822992-8-4.